# The Best of Celine Dion & David Foster
The Best of Celine Dion & David Foster — сборник канадской певицы Селин Дион, выпущенный Columbia Records в некоторых странах Азии 19 октября 2012 года. В него вошли песни, спродюсированные обладателем премии «Грэмми» музыкантом, продюсером и автором песен Дэвидом Фостером, включая ранее неизданную композицию «If I Can Dream» (дуэт с Элвисом Пресли).

## Содержание
Этот эксклюзивный релиз для стран Азии посвящен двадцатилетию сотрудничества Селин Дион и Дэвида Фостера. Альбом был выпущен в таких странах, как Филиппины, Малайзия, Гонконг, Тайвань, Индонезия, Таиланд, Южная Корея и Китай. В него вошли хиты Дион «Because You Loved Me», «The Power of Love», «All by Myself», «Tell Him» (дуэт с Барброй Стрейзанд) и «To Love You More» и др., а также ранее не издававшийся дуэт с Элвисом Пресли «If I Can Dream». Последний трек был записан для Idol Gives Back — благотворительной кампании, проводившейся в рамках шестого сезона вокального телешоу American Idol, где Дион исполнила его вместе с Пресли, воссозданным при помощи техники ротоскопирования 25 апреля 2007 года. В альбом Best of Celine Dion & David Foster также вошли дуэты с Андреа Бочелли, Фрэнком Синатрой, Лучано Паваротти и Клайвом Гриффином. Три песни из сборника были использованы в фильмах: «Because You Loved Me» в «Близко к сердцу», «When I Fall in Love» в «Неспящие в Сиэтле» и «The Prayer» в «Волшебный меч: В поисках Камелота». Однако в альбом не вошла ни одна песня из альбома Unison (1990), для которого Фостер спродюсировал пять треков. Фотография на обложке была сделана фотографом Джерри Метеллусом для журнала NUVO во время эксклюзивной сессии с Дион и Фостером в «Сизарс-пэлас» в Лас-Вегасе в октябре 2005 года.

## Список композиций
| №                   | Название                                               | Автор(ы)                                                    | Продюсер(ы)                 | Длительность |
| ------------------- | ------------------------------------------------------ | ----------------------------------------------------------- | --------------------------- | ------------ |
| 1.                  | «The Power of Love»                                    | Гюнтер Менде Кэнди Деруж Дженнифер Раш Мэри Сьюзан Эпплгейт | Дэвид Фостер                | 5:41         |
| 2.                  | «All by Myself» (edited single version)                | Эрик Кармен Сергей Рахманинов                               | Фостер                      | 4:01         |
| 3.                  | «When I Fall in Love»                                  | Эдвард Хейман Виктор Янг                                    | Фостер                      | 4:19         |
| 4.                  | «The Colour of My Love»                                | Фостер Артур Янов                                           | Фостер                      | 3:24         |
| 5.                  | «What a Wonderful World»                               | Джордж Дэвид Вайс Боб Тиэл                                  | Фостер                      | 3:47         |
| 6.                  | «Because You Loved Me»                                 | Дайан Уоррен                                                | Фостер                      | 4:33         |
| 7.                  | «The Prayer»                                           | Кэрол Байер-Сейджер Фостер Альберто Теста Тони Ренис        | Фостер Ренис Байер-Сейджер  | 4:27         |
| 8.                  | «To Love You More»                                     | Фостер Джуниор Майлз                                        | Фостер                      | 5:27         |
| 9.                  | «Tell Him» (дуэт с Барброй Стрейзанд)                  | Линда Томпсон Уолтер Афанасьефф Фостер                      | Фостер Афанасьефф           | 4:50         |
| 10.                 | «All the Way» (дуэт с Фрэнком Синатрой)                | Джимми Ван Хьюзен Сэмми Кан                                 | Фостер Рене Анжелил         | 3:52         |
| 11.                 | «I Surrender»                                          | Луис Бианканиэльо Сэм Уоттерс                               | Фостер Саймон Франглен      | 4:51         |
| 12.                 | «The First Time Ever I Saw Your Face»                  | Юэн Макколл                                                 | Фостер                      | 4:06         |
| 13.                 | «If I Could»                                           | Кен Хирш Марти Шэррон Рон Миллер                            | Фостер                      | 4:46         |
| 14.                 | «I Hate You Then I Love You» (дуэт с Лучано Паваротти) | Ренис Мануэль де Фалья А. Теста Фабио Теста Норман Ньюэлл   | Фостер Умберто Гатика Ренис | 4:42         |
| 15.                 | «The Power of the Dream»                               | Фостер Бэбифейс Томпсон                                     | Фостер Бэбифейс             | 4:30         |
| 16.                 | «If I Can Dream» (дуэт с Элвисом Пресли)               | Уолтер Эрл Браун                                            | Фостер                      | 3:11         |
| 17.                 | «(You Make Me Feel Like) A Natural Woman»              | Джерри Гоффин Кэрол Кинг Джерри Векслер                     | Фостер                      | 3:40         |
| Общая длительность: | Общая длительность:                                    | Общая длительность:                                         | Общая длительность:         | 74:07        |

## Чарты
| Чарт (2018)               | Позиция |
| ------------------------- | ------- |
| Республика Корея (Circle) | 38      |
| Республика Корея (Gaon)   | 9       |

## История релиза
| Страна | Дата            | Лейбл    | Формат | Каталог          |
| ------ | --------------- | -------- | ------ | ---------------- |
| Азия   | 19 октября 2012 | Columbia | CD     | 8 8725-44810-2 7 |